# Tuchów (stacja kolejowa)
Tuchów – stacja kolejowa w miejscowości Tuchów, w województwie małopolskim, w Polsce.

## Ruch pasażerski
| Rok  | Wymiana pasażerska na dobę |
| ---- | -------------------------- |
| 2017 | 100-149                    |
| 2022 | 300-499                    |

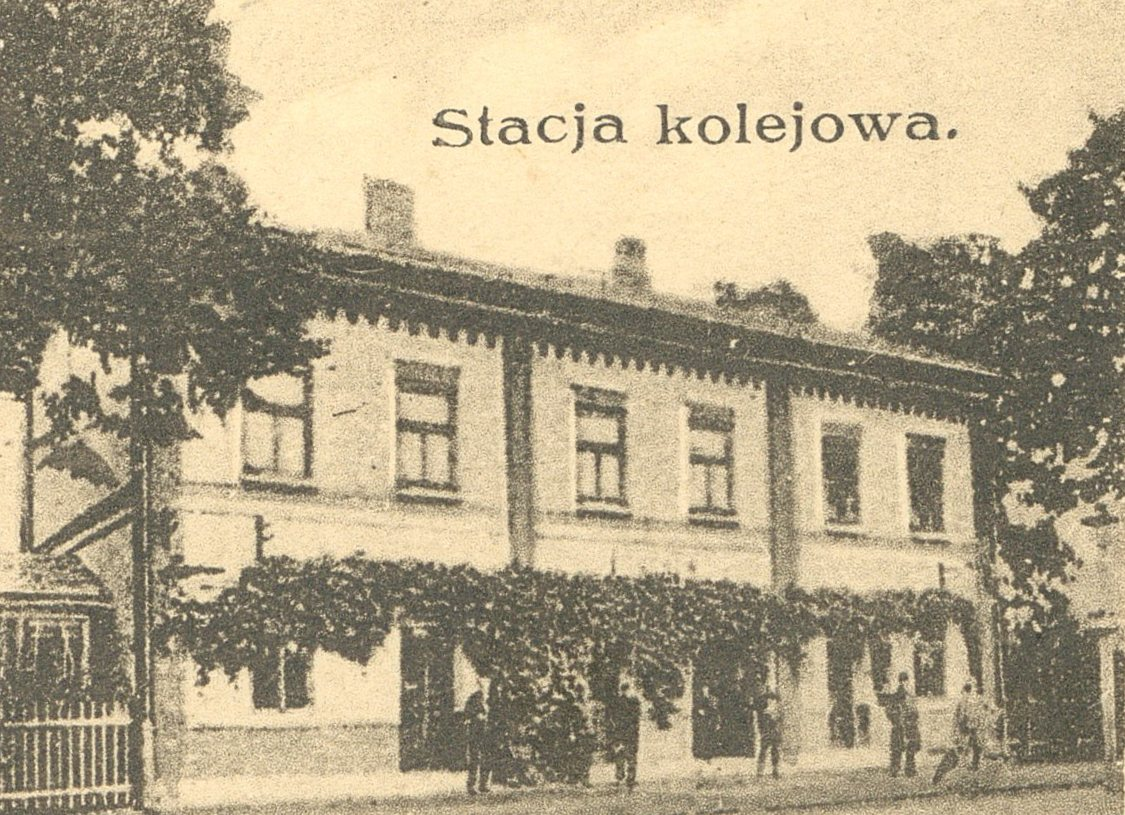
Dworzec w Tuchowie około 1914–1930